# پاشلک فوربس
پاشلک فوربس (نام علمی: Coenocorypha chathamica) نام یک گونه از تیره آبچلیک است.